# Vinkovci
Vinkovci (kroatiskt uttal: [ʋîːŋkoːʋtsi], tyska: Winkowitz, ungerska: Vinkovce) är en stad i landskapet Slavonien i Vukovar-Srijems län i östra Kroatien. Den ligger cirka 31 kilometer söder om Osijek. Staden hade 30 842 invånare vid folkräkningen år 2021, på en yta av 94,21 km². Centralorten hade 28 111 invånare (2021). Invånarantalet gör Vinkovci till länets största stad.

## Historia
Vinkovci var bebott redan innan den romerska tiden. Under romarriket var staden känd under namnet Colonia Aurelia Cibalae och var födelseort för de romerska kejsarna Valentinianus I och Valens.
Under andra världskriget då Kroatien var en nazistisk marionettstat känd under namnet den oberoende staten Kroatien bombades staden hårt av de allierade.
På grund av sin närhet till Serbien for staden även illa under det kroatiska självständighetskriget i början av 1990-talet.

## Sport
- HNK Cibalia